# The Price She Paid
The Price She Paid è un film muto del 1917 diretto da Charles Giblyn.

## Trama
Alla morte del padre, Mildred Gower è costretta a sposare il vecchio e ricco generale Siddall. Ma l'uomo si dimostra meschino ed egoista e Mildred lo lascia a Parigi e si imbarca per ritornare negli Stati Uniti. A bordo del piroscafo, incontra Stanley Baird, un suo vecchio corteggiatore che stipula con lei una sorta di accordo commerciale: lei vuole studiare musica e lui si offre di finanziarla per la durata degli studi fino al momento in cui la donna potrà rimborsarlo con i proventi della sua nuova professione. Mildred usa il denaro di Baird per iniziare una vita di lussi, dimenticandosi dei suoi buoni propositi. Un giorno, però, viene ripresa da un amico di Baird, Donald Keith, che l'accusa di non essere altro che una mantenuta. Lei, allora, si impegna con tutta sé stessa nello studio, andando perfino a vivere in famiglia con un maestro italiano. Quando finalmente ottiene un contratto, arriva però suo marito: il generale reclama la moglie. Ma Keith scopre che l'uomo è già sposato. Liberata dall'indesiderato vincolo matrimoniale, Mildred - che ha ripagato il debito del generoso Baird - ora è una donna indipendente e sceglie di accettare la proposta di matrimonio di Keith.

## Produzione
Il film fu prodotto dalla Clara Kimball Young Film Corporation. Venne girato in esterni in Louisiana, a New Orleans.

## Distribuzione
Distribuito dalla Selznick Distributing Corporation, il film uscì nelle sale cinematografiche statunitensi nel febbraio 1917.
Non si conoscono copie esistenti della pellicola che viene considerata presumibilmente perduta.